# Steve Zissis
Steve Zissis, nato Stavros George Zissis (New Orleans, 17 dicembre 1975), è un attore e sceneggiatore statunitense di origini greche.
È noto soprattutto per la sua collaborazione con i fratelli Jay e Mark Duplass: è apparso nei loro film Baghead, Cyrus, A casa con Jeff e The Do-Deca-Pentathlon e, dal 2015 al 2016, è stato uno dei quattro protagonisti della serie Togetherness di HBO, da lui co-ideata insieme ai Duplass.

## Biografia
Zissis ha fatto il suo debutto con il cortometraggio Climbing Out (2002). In seguito ha recitato nel corto The Intervention (2005), diretto da Jay Duplass e scritto da Mark Duplass, e nel corto Momma's Boy (2006).
Nel 2008 ha avuto il ruolo principale nel lungometraggio Baghead, scritto e diretto da Mark e Jay Duplass, che è stato proiettato in anteprima il 22 gennaio 2008 al Sundance Film Festival e in seguito distribuito da Sony Pictures Classics. Nello stesso anno Zissis è apparso nel corto Loveolution e ha fatto il suo debutto televisivo in un episodio di The Office.
Nel 2009 è apparso nel film The Overbook Brothers di John E. Bryant, mostrato in anteprima al festival South by Southwest. Nello stesso anno è apparso nel film Prototype, nel film per la televisione Sunday Morning e in un episodio della serie televisiva The League.
Nel 2010 è apparso nel film Cyrus dei fratelli Duplass ed è apparso in due episodi della serie Parks and Recreation. Nello stesso anno Zissis ha scritto, diretto, prodotto e montato il cortometraggio Kleshnov insieme a Justin Bozonelis.
Nel 2011 è apparso nel film A casa con Jeff dei fratelli Duplass, che è stato mostrato in anteprima il 14 settembre 2011 al Toronto International Film Festival.
Nel 2012 ha recitato come protagonista del film The Do-Deca-Pentathlon dei fratelli Duplass, mostrato al South by Southwest nel marzo di quell'anno, ed è apparso in un episodio di Private Practice.
L'anno successivo ha dato la voce a Milo nel film Bad Milo!, anch'esso mostrato al South by Southwest, nel marzo 2013. Nello stesso anno è apparso nel film Lei di Spike Jonze e ha recitato in un episodio della serie Arrested Development - Ti presento i miei.
Dal 2015 al 2016 Zissis ha interpretato Alex Pappas, uno dei quattro protagonisti della serie Togetherness, ideata dallo stesso Zissis assieme ai fratelli Duplass e andata in onda su HBO per due stagioni televisive.

## Filmografia

### Attore

#### Cinema
- Climbing Out, regia di Eric T. Finkel - corto (2002)
- The Intervention, regia di Jay Duplass - corto (2005)
- Momma's Boy, regia di John E. Bryant - corto (2006)
- Baghead, regia di Jay Duplass e Mark Duplass (2008)
- Loveolution, regia di John E. Bryant - corto (2008)
- Prototype, regia di Michael Reilly (2009)
- The Overbrook Brothers, regia di John E. Bryant (2009)
- Cyrus, regia di Jay Duplass e Mark Duplass (2010)
- Kleshnov, regia di Justin Bozonelis e Steve Zissis - corto (2010)
- A casa con Jeff (Jeff, Who Lives at Home), regia di Jay Duplass e Mark Duplass (2011)
- The Do-Deca-Pentathlon, regia di Jay Duplass e Mark Duplass  (2012)
- Bad Milo!, regia di Jacob Vaughan (2013) - anche voce
- Lei (Her), regia di Spike Jonze (2013)
- Another Evil, regia di Carson D. Mell (2016)
- Don't Worry (Don't Worry, He Won't Get Far on Foot), regia di Gus Van Sant (2018)
- The Front Runner - Il vizio del potere (The Front Runner), regia di Jason Reitman (2018)
- Ancora auguri per la tua morte (Happy Death Day 2U), regia di Christopher Landon (2019)
- Bliss, regia di Mike Cahill (2021)
- La casa dei fantasmi (Haunted Mansion), regia di Justin Simien (2023)
- Rebel Ridge, regia di Jeremy Saulnier (2024)

#### Televisione
- The Office - serie TV, episodio 5x06 (2008)
- Sunday Morning, regia di Roger Crandall - film TV (2009)
- The League - serie TV, episodio 1x05 (2009)
- Parks and Recreation - serie TV, episodi 1x03, 2x17 (2009-2010)
- Private Practice - serie TV, episodio 6x04 (2012)
- Arrested Development - Ti presento i miei (Arrested Development) - serie TV, episodio 4x05 (2013)
- Tre mogli per un papà (Trophy Wife) - serie TV, episodio 1x16 (2014)
- Togetherness - serie TV, 16 episodi (2015-2016)
- Animals. - serie TV, episodio 1x01 (2016) - voce
- White Famous - serie TV, episodio 1x01 (2017)
- I'm Sorry - serie TV, 5 episodi (2017-2019)
- Single Parents - serie TV, 4 episodi (2018-2019)
- Sfida al presidente - The Comey Rule (The Comey Rule), regia di Billy Ray– miniserie TV (2020)
- Funny Woman - Una reginetta in TV (Funny Woman) – serie TV, 4 episodi (2024)

### Sceneggiatore
- Kleshnov, regia di Justin Bozonelis e Steve Zissis - corto (2010) - anche co-regista, montatore e co-produttore
- Togetherness - serie TV, 1 episodio (2015) - anche co-ideatore
- Crudelia (Cruella), regia di Craig Gillespie (2021)

## Doppiatori italiani
Nelle versioni in italiano delle opere in cui ha recitato, Steve Zissis è stato doppiato da:
- Franco Mannella in Private Practice
- Ivan Andreani in I'm Sorry
- Stefano Valli in Single Parents
- Mauro Gravina in Ancora auguri per la tua morte
- Alberto Bognanni in Rebel Ridge